# Aucha tenebricosa
Aucha tenebricosa är en fjärilsart som beskrevs av Saalmüller 1891. Aucha tenebricosa ingår i släktet Aucha och familjen nattflyn. Inga underarter finns listade i Catalogue of Life.